# Ducas (historiador)
Ducas (ca. 1400 - después de 1462) fue un historiador bizantino que floreció durante el mandato de Constantino XI Paleólogo, el último emperador bizantino. La obra de Ducas es una de las fuentes más importantes de las últimas décadas del Imperio bizantino y de su caída ante los otomanos.

## Vida
Era nieto de Miguel Ducas, que desempeñó una función importante en la guerra civil bizantina de mediados del siglo XIV.
La fecha de su nacimiento es desconocida, al igual que su primer nombre. Él es mencionado por primera vez en 1421, viviendo en Nueva Focea y sirviendo como secretario del gobernador genovés. Después de la caída de Constantinopla, él buscó refugio en Lesbos, donde entró al servicio de la familia gobernante de los Gattilusi.
Se lo empleó en varias misiones diplomáticas ante la corte otomana. Tuvo éxito en la obtención de una semi-independencia de Lesbos hasta 1462, cuando fue tomada y anexada al Imperio otomano por el sultán Mehmet II. Se sabe que Ducas sobrevivió, pero no hay registro de su vida posterior.

## Obra
Él fue el autor de una historia del período de 1341-1462, su obra continúa así la de Nicéforo Grégoras y Juan Cantacuceno, y suplementos de Jorge Frantzes y Laonicus Chalcondyles. Existe un capítulo preliminar de la cronología desde Adán a Juan V Paleólogo.
Aunque sin refinar en estilo, la historia de Ducas es a la vez algo sensato y más o menos digno de confianza, y es una fuente valiosa de los últimos años del Imperio bizantino. El relato de la caída de Constantinopla es de especial importancia. Ducas fue un firme partidario de la unión de las iglesias griega y latina, y es muy amargo contra los que rechazaron incluso la idea de recurrir a la ayuda occidental contra los otomanos.[cita requerida]
Existe una traducción española de su obra: DUCAS, Historia turco-bizantina, edición y traducción a cargo de F.J. Ortolá Salas y F. Alconchel Pérez, Machado Libros, Madrid 2006.